# Харроп, Бобби
Роберт Харроп (англ. John Reginald Hunter; 25 августа 1936 — 8 ноября 2007), более известный как Бобби Харроп (англ. Bobby Harrop) — английский футболист, центральный защитник.

## Футбольная карьера
Уроженец Манчестера, Бобби Харроп поступил в футбольную академию «Манчестер Юнайтед» сразу после окончания школы в 1953 году. Год спустя выиграл Молодёжный кубок Англии. В финале молодёжная команда «Манчестер Юнайтед» обыграла «Вулверхэмптон Уондерерс», Харроп сыграл в обоих финальных матчах вместе с такими игроками как Эдди Колман, Уилф Макгиннесс, Бобби Чарльтон, Дэвид Пегг, Альберт Скэнлон и Дункан Эдвардс. В том же 1954 году подписал профессиональный контракт с клубом. Из-за высокой конкуренции за место в основном составе выступал за резервную команду «Юнайтед». В основном составе смог дебютировать только в марте 1958 года, спустя месяц после мюнхеской авиакатастрофе, в которой «Манчестер Юнайтед» потерял десять игроков основного состава (среди которых восемь погибли, а ещё двое получили тяжёлые травмы и больше никогда не смогли играть в футбол). Его дебют состоялся 5 марта 1958 года в матче Кубка Англии против «Вест Бромвич Альбион». В оставшейся части сезона он провёл ещё пять матчей в чемпионате. В следующем сезоне он провёл за «Юнайтед» ещё 5 матчей (все — в рамках лиги). В ноябре 1959 года покинул «Манчестер Юнайтед», став игроком «Транмир Роверс». За него и за Гордона Клейтона «Транмир Роверс» заплатил 4000 фунтов стерлингов.
В составе «Транмир Роверс» Харроп провёл два сезона, сыграв за клуб 41 матч и забив 2 гола в рамках Третьего дивизиона (и ещё 5 матчей в Кубке Англии). Он был капитаном команды.
Летом 1961 года стал игроком клуба «Маргейт» из Южной лиги. Выступал за команду до 1969 года, после чего стал игроком «Ашфорд Таун», в котором играл до 1972 года. В 1972 году стал игроком «Кентербери Сити». Летом 1975 года стал играющим тренером клуба. В 1977 году вернулся в «Маргейт» на один сезон. В общей сложности за два периода он провёл за «Маргейт» 564 матча.
В 1978 году стал игроком клуба «Рамсгейт», где и завершил карьеру игрока. В сезоне 1979/80 стал играющим тренером клуба, в мае 1980 года ушёл в отставку. В сезоне 1980/81 играл за «Ноттингем Касл». В 1981 году вернулся в «Маргейт», где провёл несколько матчей за резервную команду клуба. В сезоне 1981/82 играл за «Танет Юнайтед», выступая за резервную команду. Ему было уже 45 лет, но несмотря на это он был признан лучшим игроком сезона.
Впоследствии работал в «Рамсгейте» в качестве тренера резервистов, а также в качестве тренера резервистов «Дувр Атлетик».
После завершения карьеры игрока (почти в возрасте 50 лет) работал футбольным судьёй, обслуживая матчи нижних дивизионов английского футбола. Был судьёй в начале сезона 2007/08, но в ноябре 2007 года умер в возрасте 71 года.